# Четвъртото измерение
„Четвъртото измерение“ е български 6-сериен телевизионен игрален филм (фантастичен) от 1977 – 1982 година на режисьора Вили Цанков, по сценарий на Борис Ангелов и Йосиф Перец. Оператор е Димитър Желязков. Музиката във филма е композирана от Борис Карадимчев. Художник на филма е Ирина Маричкова.

## Серии
- 1. серия – „Серенгети няма да загине“ – 53 минути
- 2. серия – „Счупеното огледало“ – 41 минути
- 3. серия – „Юлски сняг“ – 34 минути
- 4. серия – „Кая“ – 29 минути
- 5. серия – „Вторият сигнал“ – 52 минути
- 6. серия – „Звездата на Индия“ – 90 минути [1]

## Актьорски състав
| Изпълнител        | Роля                                                                        |
| ----------------- | --------------------------------------------------------------------------- |
| Анани Явашев      | инспектор Велислав Баев                                                     |
| Владко Василев    |                                                                             |
| Любен Калинов     |                                                                             |
| Снежана Иванова   |                                                                             |
| Вълчо Камарашев   | бащата                                                                      |
| Георги Черкелов   | професор Розентал, началникът на базата, откривател на четвъртото измерение |
| Милица Вълчева    | Ана, асистентката на професор Розентал                                      |
| Кирил Господинов  | Георги                                                                      |
| Юли Тошев         | извъземният Цу                                                              |
| Бистра Марчева    | Роза, приятелка на „Кофуна“                                                 |
| Анета Сотирова    | Яна                                                                         |
| Мистър Сенко      | илюзионистът Мистър Сенко                                                   |
| Димитър Еленов    |                                                                             |
| Соня Божкова      | Кая, изпратена от Благотворителната инспекция                               |
| Цветана Манева    | Светла Божкова, скулпторка                                                  |
| Явор Милушев      | Кольо Стефанов                                                              |
| Богомил Симеонов  | Никодимов, колега на Баев, откривател на робота                             |
| Илка Зафирова     | Гертруда                                                                    |
| Любомир Киселички |                                                                             |
| Любен Калинов     |                                                                             |
| Живка Пенева      |                                                                             |
| Михаил Михайлов   | главният лекар                                                              |
| Продан Нончев     | Ханс                                                                        |
| Мария Стефанова   |                                                                             |
| Антон Карастоянов |                                                                             |
| Силвия Кючукова   |                                                                             |
| Стефан Узунов     |                                                                             |
| Милен Пенев       |                                                                             |
| Стойно Добрев     |                                                                             |
| Боряна Павлова    |                                                                             |
| Румяна Браденова  |                                                                             |
| Лъчезар Стоянов   | капитанът на подводницата                                                   |
| Стойчо Мазгалов   |                                                                             |
| Белла Цонева      |                                                                             |
| Сотир Майноловски | рентгенологът                                                               |
| Джоко Росич       | очният лекар                                                                |
| Милка Попантонова | съседката на Светла                                                         |
| Стоян Гъдев       | полковникът                                                                 |
| Иван Несторов     | Шишков                                                                      |
| Анна Пенчева      |                                                                             |